# معركة بانياس (1179)
معركة بانياس هي نزاع حربي حدثت في أبريل 1179 بين الأيوبيون ومملكة بيت المقدس بقيادة الملك بلدوين الرابع انتهت بهزيمة الصليبيين.

## الخلفية
بعد الهزيمة الساحقة في معركة تل الجزر، تراجع السلطان الأيوبي صلاح الدين إلى مصر وظل هناك لعدة أشهر، وعزز موقفه هناك. وفي أواخر ربيع عام 1178، عاد إلى دمشق وظل هناك لبقية العام. وبعد انتصاره، تقدم بلدوين نحو سوريا وأنشأ حصنًا على الطريق إلى دمشق يُدعى مخاضة يعقوب. وعندما رأى صلاح الدين هذا، حاول حث بلدوين على التخلي عن الحصن من خلال تقديم 60 ألف قطعة ذهبية ثم 100 ألف قطعة ذهبية، لكن هذا لم يحدث.

## المعركة
في ربيع عام 1179، أطلق بلدوين حملة لجمع الأغنام المارة ببانياس حيث بدأت الحركة الموسمية للقطعان من حقول دمشق. فذعر صلاح الدين وأرسل قوة من 1000 من الرماة بقيادة فروخ شاه لمعرفة ما يحدث. وفي 10 أبريل، التقى فجأة بالقوات الصليبية في واد ضيق في غابة بانياس. فوجئت القوة الصليبية ووقعت في كمين؛ وقاتل الجانبان بشراسة حتى هُزمت القوة الصليبية. كاد بلدوين أن يقع أسيرًا؛ ومع ذلك، أنقذه همفري الثاني من طورون، الذي تمكن من صد الأيوبيين بحراسه الشخصيين حتى انسحبت القوة الصليبية. ومع ذلك، أصيب همفري بجروح قاتلة في المعركة وأُجبر على التراجع.

## العواقب
كان موت همفري بمثابة ضربة قوية للصليبيين، حيث كان يحظى بالاحترام ليس فقط من قبل زملائه الصليبيين ولكن أيضًا من قبل المسلمين. يصف ابن الأثير همفري:
بعد انتصاره، سار صلاح الدين إلى الحصن وحاصره؛ ومع ذلك، بعد بضعة أيام من المقاومة الشرسة، انسحب صلاح الدين أمام بانياس وأرسل فرقًا مداهمة إلى الجليل وصيدا وبيروت. سار بلدوين لمقابلة صلاح الدين لكنه هُزم مرة أخرى في معركة مرج عيون.